# Typogravure
La typogravure est une ancienne technique de gravure et d'impression, inventée au milieu du XIXe siècle par l'éditeur international d'art Goupil & Cie, et qui rend possible la transformation d'un cliché ou tirage photographique en une matrice présentant des traits en relief, destinée à l'impression directe, et donc de multiplier l'image à un plus grand nombre d'exemplaires avec un rendu de bon niveau.

## Définition et technique
Dérivée du procédé de la photogravure, également développé et largement diffusé par Goupil, la typogravure est une technique de gravure convoquant à la fois la photographie, la chimie et la typographie. Cette technique, qualifiée de « photomécanique », apportait une « solution révolutionnaire au problème de la photogravure en relief et permet[tait] d'imprimer simultanément images et textes ».
Goupil ouvre un premier atelier à Asnières, en 1869, capable de produire 500 estampes par jour, ce qui constitue un record : bientôt, l'usine reçoit des commandes venues du monde entier, notamment du marché américain, où la société Goupil a ouvert une galerie, dès 1845, sur Broadway (Manhattan).
L'image de départ — à l'origine, un tirage photo en noir et blanc — est décomposée sous la forme de trames, ce qui permet de traduire les demi-teintes, les nuances de gris, qui s'interposent entre les blancs et les noirs et d'obtenir ainsi du relief. On part d'une image photographique clichée sur verre qui, par contact avec une plaque de métal (cuivre ou zinc) enduite d'un produit photosensible, se retrouve dupliquée.
Pour obtenir des trames de gris, on doit reproduire cette opération au moins deux fois : chacune des plaques gravées est retouchée à l'aide de produits acides (pour accentuer les reliefs) ou de vernis sélectifs. Les plaques obtenues sont alors montées sur bois et intégrés aux blocs typographiques, ce qui permet d'imprimer à la fois des images et du texte, et ce, à un grand nombre d'exemplaires pour l'époque, à savoir 5 000 en moyenne.
La typogravure en noir connut un gros essor en Europe à partir de 1876 : les images furent de moins en moins dupliquées et tirées par le biais de la gravure sur bois. Goupil s'associe à Michel Manzi (1849-1915), ingénieur d'origine italienne, qui perfectionne la photoglyptie et invente un nouveau procédé, la typogravure, ancêtre de la photogravure moderne. Les ateliers photographiques d'Asnières sont alors capable de produire à partir d'une seule planche gravée, 20 000 épreuves sans trace d'usure.
En 1887, le procédé est étendu à la couleur : la chromotypogravure nécessite alors en moyenne six planches, une par couleur. Le réglage au moment de l'encrage se fait à vue par un chromiste. Ce procédé restait coûteux.
La qualité du rendu était toutefois inférieure à celle obtenue par le procédé mécanisé de l'héliogravure.